# Ignoramus et ignorabimus
Ignoramus et ignorabimus é uma expressão em latim que significa ignoramos e ignoraremos, que exprime o pessimismo acerca dos limites do conhecimento científico, por altura do século XIX.
O fisiologista alemão Emil du Bois-Reymond exprimiu esta frase na sua obra Über die Grenzen des Naturerkennens de 1872.
Em resposta a esta famosa expressão frisando limitações no campo do saber e em defesa de um maior otimismo na área das pesquisas científicas o matemático alemão David Hilbert dirigiu as seguintes notórias linhas aos membros da Sociedade de Cientistas e Médicos da Alemanha no seu discurso de aposentadoria no outono europeu de 1930: Wir müssen wissen. Wir werden wissen. (Nós precisamos saber, e nós iremos saber). O epitáfio em sua lápide em Göttingen contém seu nome e, logo abaixo, estas mesmas palavras.